# Jonathan McDonald
Jonathan André McDonald Porras (Alajuela, Costa Rica, 28 de octubre de 1987) es un futbolista costarricense que juega como delantero y su actual equipo es el A. D. San Carlos de la Primera División de Costa Rica.
En su palmarés se encuentran 2 títulos de Costa Rica con Alajuelense. Ganando el torneo de Verano 2011 e Invierno 2011. Además de haber sido el goleador del torneo de Verano 2015 con 19 goles y el Apertura 2017 con 15 anotaciones.

## Trayectoria
Inició su carrera profesional con el equipo de Santa Bárbara al cual llegó a cedido de las ligas menores del Deportivo Saprissa y debutó en la Primera División el 21 de abril de 2004, en el partido que enfrentó a Liberia en el Estadio Carlos Alvarado. McDonald entró de cambio al minuto 72' por Roy Ramírez y el marcador terminó empatado a un gol.
En el año 2005 fichó para el Club Sport Herediano donde participó en 41 partidos anotando 17 goles, en julio de 2010 fue declarado transferible y en agosto del mismo año fichó para Vancouver Whitecaps FC de la United Soccer League First Division. 
En octubre de 2010 Vancouver Whitecaps deja en libertad a McDonald quien regresa a Costa Rica y ficha con la Liga Deportiva Alajuelense en diciembre de 2010. 
A mediados de 2012, logró incorporarse por dos temporadas al Kalmar FF de Suecia, sin lograr mayor protagonismo; por este motivo, decidió regresar una vez más al Alajuelense en enero de 2014. En el Apertura 2017 empató a Errol Daniels (con 12 anotaciones) como máximo goleador en el Clásico del fútbol costarricense para L.D. Alajuelense, marca que superó en el campeonato de Clausura 2018 con 13 goles.
El 2 de septiembre de 2018 superó el récord que estaba en manos de Evaristo Coronado, ahora es el jugador con más anotaciones en el clásico de Costa Rica con un solo equipo, 16 anotaciones con L. D. Alajuelense. En el 2018 Jonathan McDonald llega a los 111 goles con Alajuelense e iguala la marca de Alejandro Morera Soto.
El 6 de julio de 2020, ficha por el Club Sport Herediano, equipo en donde hizo sus ligas menores.

## Selección nacional
Jonathan McDonald ha sido convocado a la selección mayor por tres entrenadores, registra una anotación, además realizó anotaciones en selecciones menores, tanto en la Sub-20 como en la Sub-23.

## Estadísticas

### Clubes
Actualizado al último partido jugado el 16 de septiembre de 2023.
| A. D. Santa Bárbara · Costa Rica   |               |               |     |     |    |    |    |     |     |     |
| 1.ª                                | 2003-04       | 1             | 0   | —   | —  | —  | —  | 1   | 0   |     |
| Total club                         | Total club    | 1             | 0   | 0   | 0  | 0  | 0  | 0   | 0   |     |
| C. S. Herediano · Costa Rica       |               |               |     |     |    |    |    |     |     |     |
| 1.ª                                | 2003-05       | 1             | 0   | —   | —  | —  | —  | 1   | 0   |     |
| 1.ª                                | 2005-06       | 2             | 0   | —   | —  | —  | —  | 2   | 0   |     |
| 1.ª                                | 2006-07       | 6             | 0   | —   | —  | —  | —  | 6   | 0   |     |
| 1.ª                                | 2007-08       | 32            | 7   | —   | —  | —  | —  | 32  | 7   |     |
| 1.ª                                | 2008-09       | 18            | 2   | —   | —  | —  | —  | 18  | 2   |     |
| 1.ª                                | 2009-10       | 5             | 2   | —   | —  | —  | —  | 5   | 2   |     |
| Total club                         | Total club    | 64            | 11  | 0   | 0  | 0  | 0  | 64  | 11  |     |
| Vancouver Whitecaps F. C. · Canadá |               |               |     |     |    |    |    |     |     |     |
| 2.ª                                | 2009-10       | 7             | 0   | —   | —  | —  | —  | 7   | 0   |     |
| Total club                         | Total club    | 7             | 0   | 0   | 0  | 0  | 0  | 7   | 0   |     |
| L. D. Alajuelense · Costa Rica     |               |               |     |     |    |    |    |     |     |     |
| 1.ª                                | 2010-11       | 16            | 8   | —   | —  | —  | —  | 16  | 8   |     |
| 1.ª                                | 2011-12       | 14            | 7   | —   | —  | 4  | 3  | 18  | 10  |     |
| Total club                         | Total club    | 30            | 15  | 0   | 0  | 4  | 3  | 34  | 18  |     |
| Kalmar FF · Suecia                 |               |               |     |     |    |    |    |     |     |     |
| 1.ª                                | 2011-12       | 27            | 4   | 2   | 0  | —  | —  | 29  | 4   |     |
| 1.ª                                | 2012-13       | 28            | 2   | 1   | 0  | 4  | 0  | 33  | 2   |     |
| Total club                         | Total club    | 55            | 6   | 3   | 0  | 4  | 0  | 62  | 6   |     |
| L. D. Alajuelense · Costa Rica     |               |               |     |     |    |    |    |     |     |     |
| 1.ª                                | 2013-14       | 12            | 4   | —   | —  | 4  | 1  | 16  | 5   |     |
| 1.ª                                | 2014-15       | 35            | 19  | 1   | 0  | 6  | 2  | 42  | 21  |     |
| 1.ª                                | 2015-16       | 40            | 15  | 1   | 1  | —  | —  | 41  | 16  |     |
| 1.ª                                | 2016-17       | 37            | 14  | —   | —  | —  | —  | 37  | 14  |     |
| 1.ª                                | 2017-18       | 43            | 31  | —   | —  | 2  | 0  | 45  | 31  |     |
| 1.ª                                | 2018-19       | 24            | 15  | —   | —  | —  | —  | 24  | 15  |     |
| Total club                         | Total club    | 191           | 98  | 2   | 1  | 12 | 3  | 205 | 102 |     |
| Al Ahli S. C. Catar                |               |               |     |     |    |    |    |     |     |     |
| 1.ª                                | 2018-19       | 6             | 0   | —   | —  | —  | —  | 6   | 0   |     |
| Total club                         | Total club    | 6             | 0   | 0   | 0  | 0  | 0  | 6   | 0   |     |
| L. D. Alajuelense · Costa Rica     |               |               |     |     |    |    |    |     |     |     |
| 1.ª                                | 2019-20       | 42            | 14  | —   | —  | —  | —  | 42  | 14  |     |
| Total club                         | Total club    | 42            | 14  | 0   | 0  | 0  | 0  | 42  | 14  |     |
| C. S. Herediano · Costa Rica       |               |               |     |     |    |    |    |     |     |     |
| 1.ª                                | 2020-21       | 17            | 5   | 1   | 2  | 1  | 0  | 19  | 7   |     |
| 1.ª                                | 2021-22       | 38            | 8   | —   | —  | —  | —  | 38  | 8   |     |
| Total club                         | Total club    | 55            | 13  | 1   | 2  | 1  | 0  | 57  | 15  |     |
| A. D. San Carlos · Costa Rica      |               |               |     |     |    |    |    |     |     |     |
| 1.ª                                | 2022-23       | 34            | 9   | 2   | 1  | —  | —  | 36  | 10  |     |
| 1.ª                                | 2023-24       | 10            | 2   | 2   | 0  | —  | —  | 12  | 2   |     |
| Total club                         | Total club    | 44            | 11  | 4   | 1  | 0  | 0  | 48  | 12  |     |
| Total carrera                      | Total carrera | Total carrera | 495 | 168 | 10 | 4  | 21 | 6   | 526 | 178 |
| 1. 2. Fuente:Transfermarkt         |               |               |     |     |    |    |    |     |     |     |

### Selección de Costa Rica
Actualizado al último partido jugado el 11 de septiembre de 2023.
| Absoluta · Costa Rica                             |       |   |   |   |    |   |   |    |   |   |
| 2011                                              | —     | — | — | 2 | 0  | 0 | 2 | 0  | 0 |   |
| 2012                                              | —     | — | — | 2 | 0  | 0 | 2 | 0  | 0 |   |
| 2013                                              | —     | — | — | 1 | 0  | 0 | 1 | 0  | 0 |   |
| 2014                                              | —     | — | — | 2 | 0  | 0 | 2 | 0  | 0 |   |
| 2015                                              | —     | — | — | 1 | 0  | 0 | 1 | 0  | 0 |   |
| 2018                                              | —     | — | — | 3 | 1  | 0 | 3 | 1  | 0 |   |
| 2019                                              | 3     | 0 | 1 | 2 | 0  | 0 | 2 | 0  | 0 |   |
| Total                                             | Total | 3 | 0 | 1 | 13 | 1 | 0 | 16 | 1 | 0 |
| 1. Fuente:Transfermarkt / National Football Teams |       |   |   |   |    |   |   |    |   |   |

#### Goles internacionales
| N. | Fecha                   | Sede                               | Rival | Gol | Resultado | Competición      |
| -- | ----------------------- | ---------------------------------- | ----- | --- | --------- | ---------------- |
| 1. | 20 de noviembre de 2018 | Estadio Monumental, Arequipa, Perú | Perú  | 1–1 | 2–3       | Partido amistoso |

## Palmarés

### Títulos nacionales
| Título                         | Club              | País       | Año  |
| ------------------------------ | ----------------- | ---------- | ---- |
| Primera División de Costa Rica | L. D. Alajuelense | Costa Rica | 2011 |
| Primera División de Costa Rica | L. D. Alajuelense | Costa Rica | 2011 |
| Supercopa de Costa Rica        | C. S. Herediano   | Costa Rica | 2020 |
| Primera División de Costa Rica | C. S. Herediano   | Costa Rica | 2021 |

### Distinciones individuales
| Distinción                                                                       | Año  |
| -------------------------------------------------------------------------------- | ---- |
| Máximo goleador de la Primera División de Costa Rica                             | 2015 |
| Máximo goleador de la Primera División de Costa Rica                             | 2017 |
| Mejor gol de la Primera División de Costa Rica                                   | 2018 |
| Máximo goleador por Circuito de periodistas y locutores deportivos de Costa Rica | 2017 |
| Mejor jugador de la Supercopa de Costa Rica                                      | 2020 |